# 米山インターチェンジ
米山インターチェンジ（よねやまインターチェンジ）は、新潟県柏崎市大字笠島にある北陸自動車道のインターチェンジである。
下り線（新潟方面）は米山SAが併設されており、SAから当ICに出ることはできるが、当ICからSAに入ることはできない。

## 歴史
- 1982年（昭和57年）11月17日 - 柏崎IC - 米山IC間の開通に伴い供用開始[1][2][3]。
- 1983年（昭和58年）11月9日 - 米山IC - 上越ICが開通[2][3]。

## 道路
- E8 北陸自動車道（34番）
- 接続する道路：国道8号

## 料金所
- ブース数：4

### 入口
- ブース数：2
  - ETC・一般：２

### 出口
- ブース数：2
  - ETC専用：1
  - ETC・一般：1（精算機設置）

## 周辺
- 道の駅風の丘米山（施設は休止中）
- 福浦八景
- 日本海フィッシャーマンズケープ
- 恋人岬
- 東日本旅客鉄道（JR東日本）信越本線 米山駅・青海川駅・笠島駅

## 隣
E8 北陸自動車道
(33)柿崎IC - (34)米山IC/SA（下り線）- 米山SA（上り線） - (35)柏崎IC